# Суоменлінна
Суоменлінна (фін. Suomenlinna, швед. Sveaborg) — сільський район Гельсінкі, де проживає близько 750 жителів. Його найвідоміша частина — морська фортеця Суоменлінна.
Район Суоменлінна складається з восьми островів, з яких Кустаанміекка, Сусісаарі, Ісо-Мустасаарі, Пікку-Мусасаарі та Лянси-Мустасаарі з'єднані або мостами або перешийком. На схід від групи, утвореної цими островами, лежать протоки Кустаанмієкка і Сяркянсалмі; на заході, які є найважливішими відкритими морськими маршрутами в Гельсінкі, — Круунувуоренселькя і Етелясатама. Району також належать острови Сярккя, Лонна та Порместарінлуодот. Площа Суоменлінна становить 2,21 км².
У вулиць Суоменлінни немає назв. Поштові адреси складаються з однієї літери острова (A — Kustaanmiekka, B — Susisaari, C — Iso Mustasaari, D — Pikku-Mustasaari та E — Länsi-Mustasaari) та номера будинку. Загальний поштовий індекс у Суоменлінни — 00190.